# 許志安與黃心穎出軌事件
許志安與黃心穎出軌事件（又稱「安心偷食事件」、「安心事件」、「安心出軌事件」、「安心之亂」，無綫電視稱為「許志安和黃心穎車廂被偷拍事件」，香港個人資料私隱專員公署等稱之為「懷疑藝人在的士車廂被偷拍事件」），是指香港藝人許志安與黃心穎在香港的士車廂內行為親密的婚外情事件。此新聞於2019年4月16日由《蘋果日報》曝光後，二人備受批評。也有媒體以英語報導該事件，包括美聯社及《南華早報》。

## 事件經過
2019年4月16日下午，《蘋果日報》網站播出一段51歲已婚男歌手許志安和30歲無綫電視女藝人黃心穎在的士車廂內親熱的錄影片段。傳媒推測該影片於同月3日由兩人所乘坐之的士內安裝的紀錄器所攝錄，當日兩人到銅鑼灣西苑酒家出席朋友的生日聚會後與黃心穎的男友人同車離去，其後該友人先行下車，剩下許志安和黃心穎兩人在車廂內，最終兩人一起在黃心穎居住的鯉魚門下車。事發時許志安的妻子是香港歌手鄭秀文，黃心穎的男朋友則是無綫電視藝人馬國明。

## 當事人及相關機構的回應

### 許志安
許志安在片段曝光後，同日晚上7點於富豪香港酒店舉行記者會，他在發言前先作鞠躬致歉，表示自己作了一件不被原諒及彌補的事，亦要向自己的家人、妻子(鄭秀文)的家人、雙方朋友及愛護他的人致萬分歉意，深深反思自己的錯誤，並舉行記者招待會以表明承擔責任。
許志安表示事發當晚酒醉，但坦言這並非行為不當的藉口，並感到非常後悔、遺憾及難以面對及接受自己。片段曝光後亦覺得自己十分噁心和陌生，反思自己為何動了色心，而不能控制自己以免犯下錯誤。為承擔後果，他表示由即日起暫停自己所有工作，直至找回真正及正確的自己為止。而心靈上亦希望所有被其傷害過的人，在未來的日子中能好好復原。最後亦提及，此事令自己有深刻的反思，認定自己最大的錯誤是迷失了自己，令自己身邊的人因著自己的錯誤行為而承受巨大壓力及感到痛苦、難堪，而自己於事發時失去了靈魂，形容自己是「壞咗嘅人」（「壞了的人」），懇請外界給予時間尋回自我。

### 鄭秀文
鄭秀文於2019年4月18日下午在其社交平台帳戶中回應，她引用了《聖經》中《哥林多前書》13章7節的內容：「凡事包容，凡事相信，凡事盼望，凡事忍耐。」作回應，亦表示這事件乃其二人婚姻中共同重要的一課，期間共同經歷情緒起伏，也就事件詳談很久很深，也是往後婚姻路上學習到的一課，也令他們走進婚姻中的更深處，更進一步身歷婚姻當中的真諦。
她認為婚姻當中除了彼此給予的幸福溫暖，也包含了彼此的錯誤和原諒，幸福也不只是一場場順利美滿，當中也有試煉，也一起去經歷高低狀況，讓夫妻之間的感情厚度帶領著前行，更要彼此走進對方的內心，一起正視各自的軟弱，不放棄自己，不放棄對方，互相糾正，互相提點，在婚姻歷煉中，她深信經歷和教訓一定會幫助重回正軌。
鄭秀文亦表示此時是彼此最難捱的時刻，兩人握著手一起祈禱，對他們的幫助極大，肩上的重擔彷彿輕了很多，她希望一切能盡快平息，回歸平靜，並摯誠請求各大傳媒勿再等候和追訪其年紀老邁行動不便的父母。

### 黃心穎

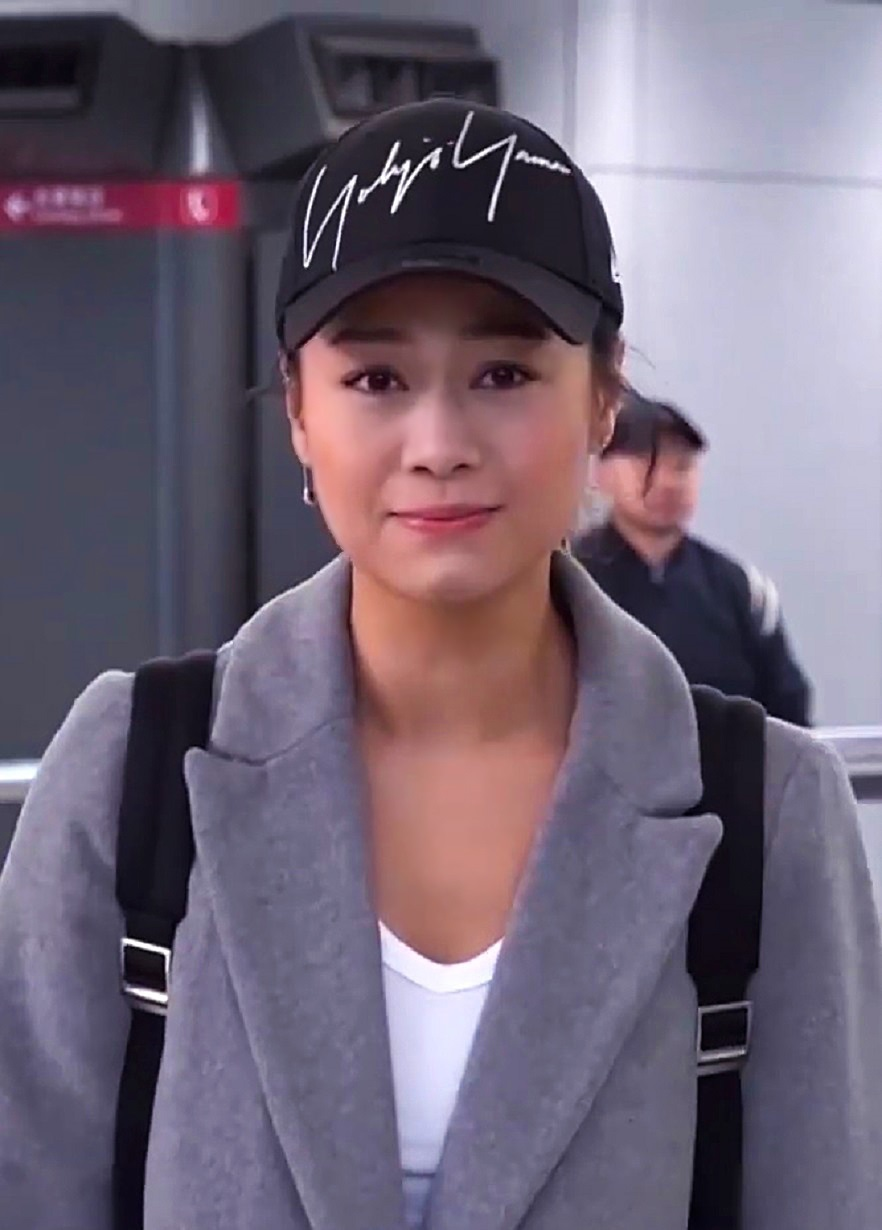
2019年12月14日，黄心颖事發近八个月後返港。

黃心穎在事件曝光當日聯絡無綫電視助理總經理樂易玲，為自己的舉動表示後悔，並在翌日於社交平台帳戶貼文致歉。她承認自己做了一件非常錯誤及難以令人原諒的事，因而感到十分羞愧及歉疚，並且向所有受事件影響及受到傷害的人誠心由衷道歉。她表示犯下如此嚴重過錯，實在無法面對自己、家人、男朋友（馬國明）、朋友、公司以及電視台的同事。她希望外界能給予所有受牽連的人一些空間，並承諾將認真反省自己的過失，亦會接受懲罰及承擔後果。
事發後，有雜誌報導指黃心穎與馬國明的戀情日漸高調，但屬「騎驢找馬」的心態。黃心穎最初的「理想對象」是綽號「洗米華」的澳門太陽城集團主席周焯華，而黃心穎亦十分熱情，經常於該集團旗下子公司「太陽娛樂文化」的各類活動中出現。然而周焯華並無意接受黃，她於是將目標轉向該公司其他的高層及旗下藝人。該報導指黃心穎主動認識馬國明和許志安，均是先將自己視作對方的歌迷或是影迷，再不斷以短訊聯絡，與對方混熟後再加入其朋友圈子中，並經常結伴出席聚會。據稱黃心穎與許志安於2017年起就開始秘密交往，並獲准使用太陽娛樂的專用健身室及由同一位健身教練同時指導兩人，而黃心穎亦不時在社交網貼出與許志安的合照。
2019年9月，受此事件連累而被抽走檔期停播的《牛下女高音》公布將於10月7日首播，成為無綫52周年台慶劇之一，香港媒體報導稱無綫本有意借此機會讓黃心穎復出，但人在美國的黃心穎為避免再連累親友，已決心淡出演藝圈，因此沒有返港參與宣傳。同年12月14日，黃心穎在事發八個月後首度返港，在機場接受訪時稱自己在美國只是進修，沒改名也沒轉行，但是否還要繼續演藝工作，目前仍未決定，此次返港只是為了陪家人。

### 馬國明
影片曝光當日下午，無綫電視等傳媒到馬國明於太古城的寓所樓下追訪其母親，她回應指對此事毫不知情。馬母觀看傳媒在現場提供的涉事片段後，認為畫面像是在拍電視劇，其後馬國明於訪問中途來電，叮囑母親不要回應傳媒。她亦說對黃印象普通，並透露出門前仍見兒子在家中看球賽，稱他稍後會開工。
事發後翌日，馬國明按原定日程，從住所出發前往電視廣播城拍電視劇。馬國明後於電視城接受訪問，表示自己於得悉事件後不久便沒有憤怒的感覺，亦擔心再有其他人受傷害。他知道黃心穎已認錯並於社交平台發出聲明，但電視台擔心其情緒不穩而暫時不讓她公開露面，因此他希望外界能給予空間讓黃心穎休息。而自己則會如常專心工作，不希望因此事影響劇集拍攝進度，亦不會評論許志安及自己母親的回應。而對於傳媒在事發當日到其寓所外追問其家人，馬國明表示其父母並非娛樂圈中人，面對記者追問會不知所措，希望記者們能高抬貴手，以免令更多人受傷害，希望能盡快平息風波。
2019年7月，馬國明接受《東網》採訪時證實已與黃心穎分手，但仍持續為黃心穎緩頰，並稱如果有機會，不介意與對方合作。

### 無綫電視
無綫電視於事發後立即暫停黃心穎的演出工作，該公司的助理總經理樂易玲表示自己十分關心馬國明，亦有跟黃心穎聯絡，目前自己需要時間思考處理方案。2019年4月19日，樂易玲對媒體表示前一日曾與黃心穎聯絡，對方目前在香港，但其情緒非常不穩定，需由胞姊陪伴，亦希望能休息一段時間。當黃心穎準備好之後，電視台會安排她公開受訪。另因應該事件，電視台需重新安排涉及黃心穎的節目演出及宣傳工作，分擔給其他藝人，亦須重新編排電視劇集的播映日程。樂易玲亦表明黃心穎與電視台的合約仍有很長的有效期，因此當前並沒有考慮解除合約的選項。至於馬國明方面，樂易玲稱她於事件曝光後曾多次與其接觸，目前暫未受事件影響，繼續參與拍攝工作，稱讚馬國明十分專業。
黃心穎是無綫電視處境劇《愛·回家之開心速遞》主題曲《在心中》的主唱者，該劇曾連續11個星期佔據一周收視冠軍位置。事件曝光後，大量網民在網上留言，促請無綫電視不要再播放該歌曲，以免引起反感。無綫電視於翌日（第558集）起，改為播出主題曲的純音樂版本，而海外版則由第562集起改播純音樂版本。另有報導指，無綫電視決定暫時不按原定安排播映黃演出的電視劇《堅離地愛堅離地》，原時段因而改播《婚姻合伙人》。此外，黃亦在拍攝完成的劇集《法证先锋IV》、《牛下女高音》及《丫鬟大聯盟》中有重要戲分，三劇皆因黃心穎形象問題導致角色可能更換而需要全面補拍，後《法證先鋒IV》的「徐意」一角改由湯洛雯飾演；而《牛下女高音》中的「白雪兒」一角原預計改由江嘉敏飾演，但是該劇監製黃偉聲在6月23日表示，因為佈景、同劇其他演員檔期衝突等問題，《牛下女高音》已無限期取消重拍，能否原劇播出則要看無綫方面的規劃；除上述劇集外，真人秀節目《懿想得到》也出現類似安排。2019年9月初，無綫方面宣佈《牛下女高音》將於10月7日首播，成為無綫52周年台慶劇之一，同年12月30日，黃與湯洛雯、洪永城合演之《丫鬟大聯盟》亦同樣被安排於翡翠台播出；2020年12月28日，黃心穎參演的《堅離地愛堅離地》被安排於翡翠台播出。

## 外界影響

### 熱門搜尋
在香港Google趨勢統計中，「黃心穎」一詞被搜尋逾100萬次，超出同期發生的國際要聞聖母院大火關鍵詞「巴黎聖母院」近十倍。

### 的士司機報酬
事發後，一段號稱是蘋果日報記者內部開會的錄音在網路上流傳，指蘋果日報給拍片的的士司機150萬港幣，買下許黃兩人在的士偷情的三條片段，但是有蘋果日報員工出面澄清並非事實。的士業議會主席熊永達批評這個司機是害群之馬，認為片中的當事人有權索償。

### 香港演藝圈
- 疑似陳煒錄音

事件曝光後，網上流傳疑似藝人陳煒的錄音，透露黃心穎拍攝劇集《東坡家事》時，主動勾引同劇藝人王浩信，與他牽手同行。並說一早知道黃是「Wet妹」，遲早與馬國明分手，與馬交往只是貪其單純。不過，陳煒否認錄音的人是她；王浩信則回應可能因他們在劇中飾演夫妻才被同事誤會。
- 梁裕恆

事發後數日，藝人梁裕恆在個人微博與Instagram上發文指馬國明與黃心穎只是在螢幕上「扮情侶」，馬對此說法沒有承認或否認。由於梁裕恆與當事者四人除了同事關係以外並沒有私人交情，卻不斷對此事發出評論，甚至攻擊馬國明的友人唐詩詠，被網民質疑是為了出名而不斷「製造新聞」。4月25日，梁裕恆疑似因為負評過多，刪除FB與IG上所有有關此事件的評論貼文。

### 反對黃心穎浪潮

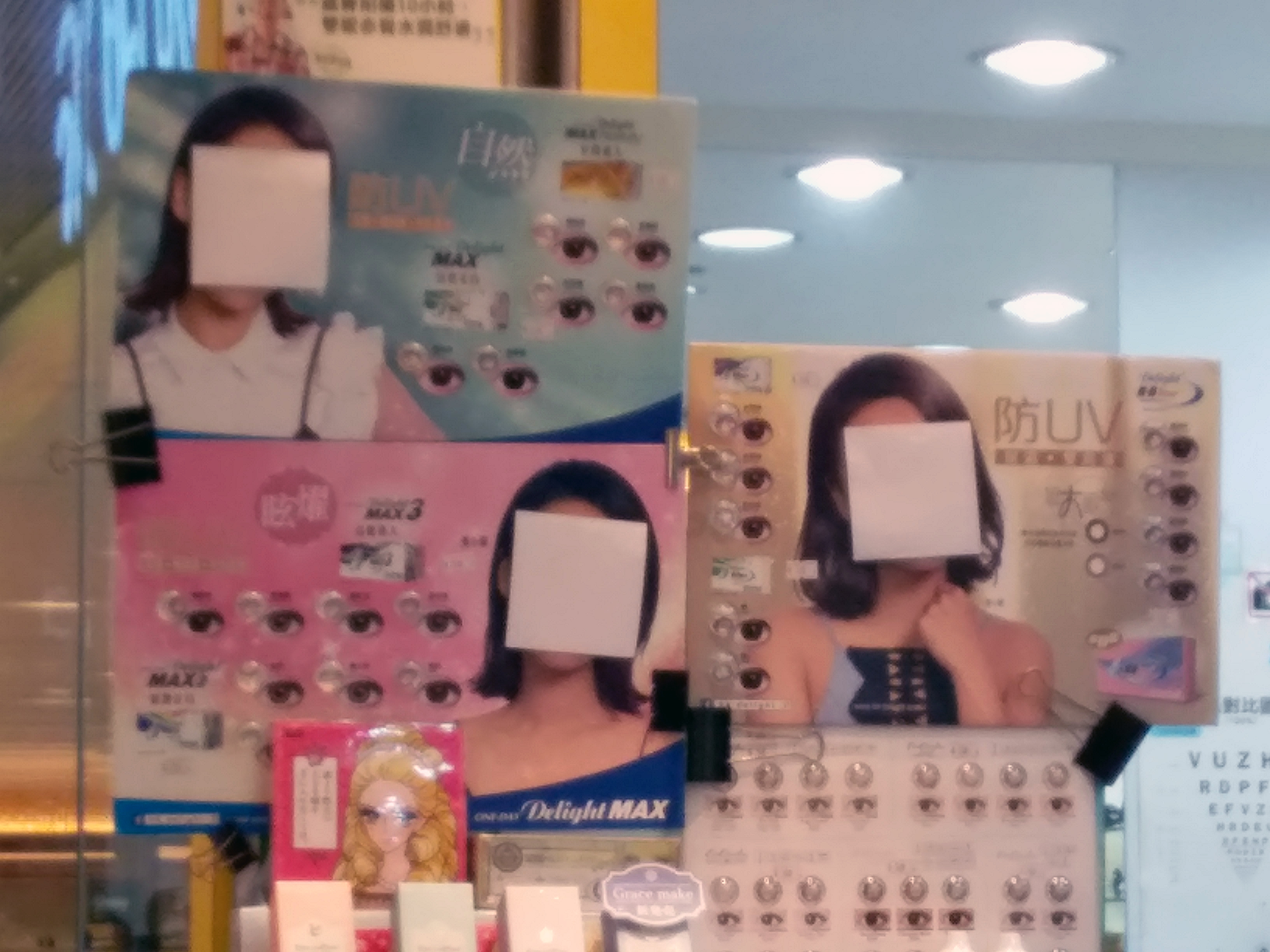
在事件後，店舖遮蔽彩色隱形眼鏡的廣告中黃心穎肖像的面部

事件曝光後，大量香港市民在網路上表達對黃心穎及許志安的強烈不滿，黃心穎的公眾形象變得極為惡劣，香港市面上曾出現「反對黃心穎浪潮」，大批網民在電視台的社交平台網頁中留言要求電視台不要再於電視頻道中播出黃心穎的影像及聲音，亦在黃心穎曾擔任服裝品牌代言人的社交網頁中要求其店舖及網站移除含有黃心穎肖像的宣傳品，否則罷買有關品牌之貨品。因應此浪潮，有眼鏡店以白紙遮蓋店內由黃心穎代言的隱形眼鏡品牌廣告牌。
由於「反對黃心穎浪潮」強烈而且持續，個別藝人如森美及黎國輝在黃的道歉貼文中讚好或留言鼓勵，以及森美在2019年4月19日，在其主持的電台節目《早霸王》中播出許志安的歌曲等做法，亦招致大量網民在有關藝人的社交網站平台留言批評。前藝人梁思浩在其主持的網絡電台節目《大家真瘋Show》以及署名「娛翁」在《澳門日報》中的《娛網》專欄中均推測，黃可能難以重返香港娛樂圈。

### 私隱問題爭議

#### 車廂偷拍
由於相關片段由的士車廂內的行車記錄器拍攝，因此乘客隐私权亦成為事件的熱議焦點之一。私隱專員公署回應傳媒查詢時建議，的士內如有安裝攝錄系統，必須張貼清晰的告示，司機亦應及時以口頭方式提醒，讓乘客明確知悉該輛的士裝有攝錄系統、該系統安裝的位置，以及乘客可否要求停止被監察，由乘客自由選擇是否乘坐該輛的士。
其後公署於4月21日發新聞稿，呼籲涉事藝人向公署作出投訴，亦表示「公署不能妄自動用僅有的資源，為偵查一名人士公開承認在的士內做了一件不可原諒的私人行為，而巡查八千多輛報稱裝有攝錄器材的的士。」

#### 藝人住址曝光
由於事件曝光後，吸引大批傳媒於馬國明位於太古城的寓所外守候，無綫電視旗下Big Big Channel社交網絡平台一度現場直播訪問馬國明的母親，引起當區區議員趙家賢貼文表達關注，要求管理公司加強大廈保安，並協助居民免受娛樂新聞記者追訪所造成的滋擾，視頻平台隨後亦刪除該直播片段。
而趙家賢的行為亦引起網民非議，大量網民表示因趙的帖文才知道馬國明是太古城居民，有網民認為身為議員不應公開公眾人士的住址，亦有網民認為由於2019年將舉行區議會換屆選舉，趙家賢的以此貼文「提醒」選民所屬選區，有藉機宣傳之嫌。趙家賢回應表示報章已報導馬國明於太古城居住，並且早已有記者在太古城追訪馬母，認為自己被網民所針對。

#### 法律考量
大律師陸偉雄表示：若涉事司機在非保安用途下在公眾地方進行偷拍，有機會觸犯「有違公德」罪。而法政匯思成員兼大律師蔡騏則認為：由於的士車廂屬半私人地方，司機或會違反《個人資料（私隱）條例》，惟有關司機只會先收到「執行通知」以敕令採取補救措施，再次違反條例才屬於刑事罪行。 另一方面，兩人於行車時並無配戴安全帶，根據《通路交通（安全裝備）規例》，私家車及的士後排座位的乘客須配用安全帶。

### 公共機構回應貼文
事件曝光後，九龍巴士及香港廉政公署等多個公共機構以「偷食事件」為主題並於社交網頁中貼文，以教育公眾遵守規則之訊息，該等貼文亦為傳媒所報導。
九龍巴士在社交網頁發放圖片，表示巴士車廂內有閉路電視，呼籲乘客不要於車廂內「偷食」，並強調圖片的背景是九龍巴士14X線，該路線總站正是黃心穎的居所鯉魚門。
而香港廉政公署的貼文則表示，現代社會容易留下數碼足跡、容易找到證據，教育市民「咪以為黑鼆鼆冇人知，做過梗有痕跡」（勿以为環境黑暗就沒人知道，凡做過必有痕跡）。